# Arith
Arith ist eine französische Gemeinde mit 439 Einwohnern (Stand 1. Januar 2022) im Département Savoie in der Region Auvergne-Rhône-Alpes. Sie gehört zum Arrondissement Chambéry und ist Mitglied im Gemeindeverband Communauté d’agglomération du Grand Chambéry. Die Bewohner werden Arithois und Arithoises genannt.

## Geographie
Arith liegt auf 712 m, etwa 20 Kilometer nordöstlich der Stadt Chambéry (Luftlinie). Das Bauerndorf erstreckt sich im Nordwesten des Département Savoie, im Massiv der Bauges, auf einer Geländeterrasse am westlichen Rand des weiten Talbeckens des Chéran, am Fuß der Montagne de Bange. Es liegt innerhalb des Regionalen Naturparks Massif des Bauges (frz.: Parc naturel régional du Massif des Bauges).
Die Fläche des 24,27 km² großen Gemeindegebiets umfasst einen Abschnitt des Massivs der Bauges. Die östliche Grenze bilden der Ruisseau de Saint-François respektive ab seiner Mündung der Chéran. Dieser durchquert hier eine Talweitung und tritt nördlich von Arith in die Cluse de Bange ein, eine charakteristische Klus, mit welcher er die Randkette der Bauges durchbricht. Vom Flusslauf erstreckt sich das Gemeindeareal westwärts über die Terrasse von Arith bis auf den breiten Höhenrücken der Montagne de Bange. Der überwiegend bewaldete Bergrücken ist verkarstet, so dass keine oberirdischen Fließgewässer auftreten, weil das Niederschlagswasser sofort im porösen Untergrund versickert. Mit 1449 m wird auf der Höhe nördlich des Col de la Cochette die höchste Erhebung von Arith erreicht.
Zu Arith gehören neben dem eigentlichen Ortskern auch verschiedene Weilersiedlungen und Gehöfte, darunter:
- Bourchigny (740 m) auf der Terrasse von Arith, westlich an das Dorf anschließend
- Montagny (800 m) am Osthang der Montagne de Bange

Nachbargemeinden von Arith sind Cusy im Norden, Allèves, Bellecombe-en-Bauges und Lescheraines im Osten, Saint-François-de-Sales im Süden sowie Saint-Offenge im Westen.

## Geschichte
Das Gemeindegebiet von Arith war bereits während der Römerzeit besiedelt. Es wurden römische Gräber und Münzen entdeckt. Die erste urkundliche Erwähnung des Ortes erfolgte im Jahre 879 unter dem Namen Villa Ariaco. Der Ortsname geht vermutlich auf den gallorömischen Personennamen Ar(r)icus zurück. Im 15. Jahrhundert gehörte Arith zur Kastlanei von Le Châtelard.

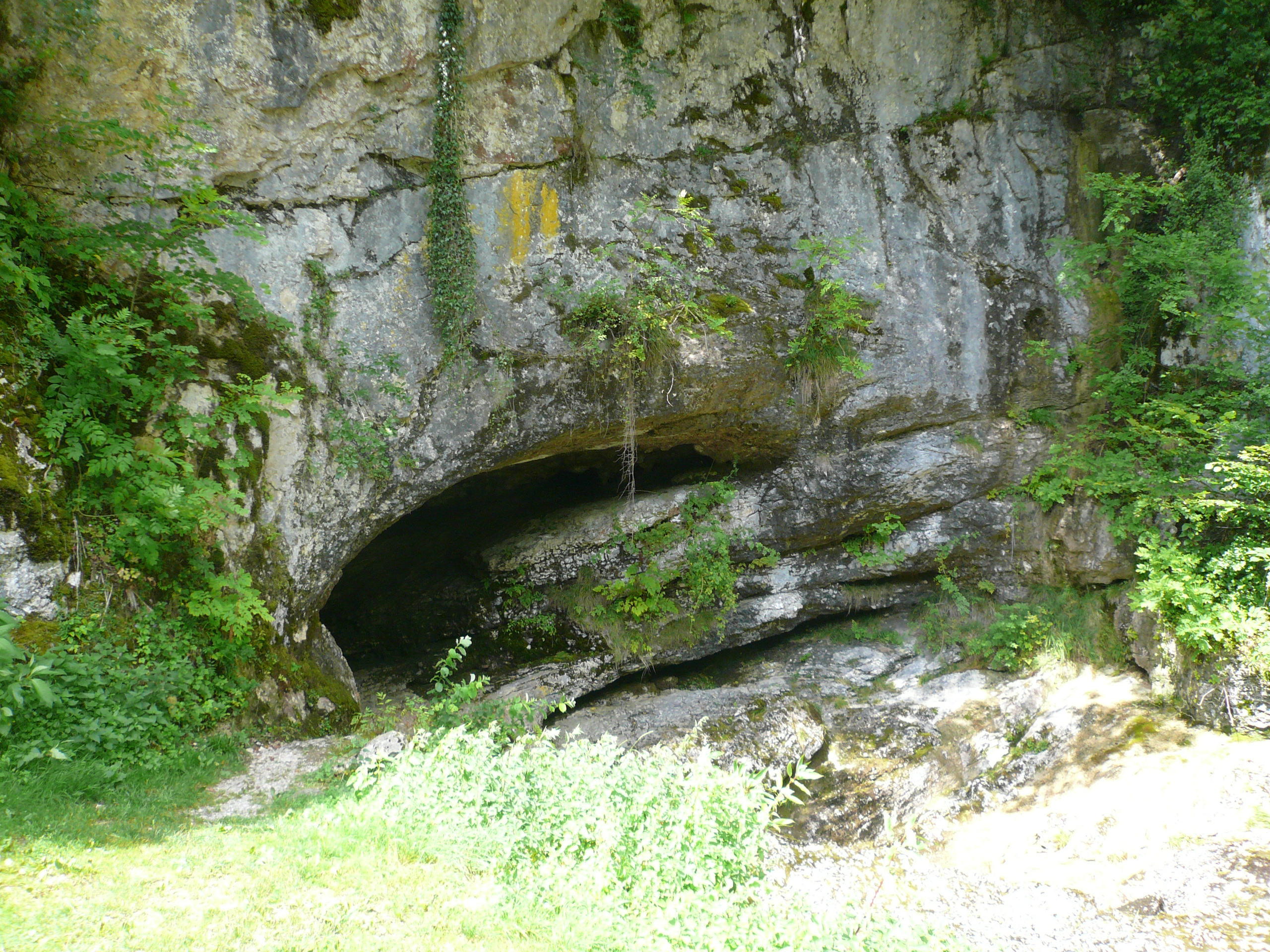
Ausgang der Grotte de Prérouge

## Sehenswürdigkeiten
Die Dorfkirche Saint-Laurent wurde im 19. Jahrhundert im Stil der Neugotik erbaut. Eine Kapelle steht im Weiler Montagny. Die Grotte de Prérouge ist eine Karstquelle, die am Fuß der Montagne de Bange direkt in den Chéran mündet.

## Bevölkerung
| Jahr                       | 1962 | 1968 | 1975 | 1982 | 1990 | 1999 | 2006 | 2011 | 2020 |
| Einwohner                  | 357  | 282  | 248  | 259  | 277  | 289  | 371  | 373  | 440  |
| Quellen: Cassini und INSEE |      |      |      |      |      |      |      |      |      |

Mit 439 Einwohnern (Stand 1. Januar 2022) gehört Arith zu den kleinen Gemeinden des Département Savoie. Nachdem die Einwohnerzahl in der ersten Hälfte des 20. Jahrhunderts stark rückläufig war, wurde seit Beginn der 1980er Jahre dank der schönen Wohnlage wieder eine leichte Bevölkerungszunahme verzeichnet.

## Wirtschaft und Infrastruktur
Arith war bis weit ins 20. Jahrhundert hinein ein vorwiegend durch die Landwirtschaft, insbesondere Milchwirtschaft und Viehzucht, geprägtes Dorf. Daneben gibt es heute einige Betriebe des lokalen Kleingewerbes. Viele Erwerbstätige sind Wegpendler, die in den größeren Ortschaften der Umgebung ihrer Arbeit nachgehen.
Arith liegt abseits der größeren Durchgangsstraßen. Lokale Straßenverbindungen bestehen mit Cusy, Lescheraines und Saint-François-de-Sales. Der nächste Anschluss an die Autobahn A41 befindet sich in einer Entfernung von rund 19 Kilometern.